# Играчката
„Играчката“ (на френски: Le Jouet) е френска комедия от 1976 г., режисирана от Франсис Вебер. Това е дебютната работа на Вебер като режисьор и четвъртият от филмите, заснети по негови сценарии, в които участва героят Франсоа Перен.

## Сюжет
Във филма се разказва историята на малко момче, което се опитва да докаже на баща си, че греши, като се държи точно като него. Баща му „купува“ хора и нищо не може да го спре да получи това, което иска. Синът му не разбира защо той не може да направи същото и решава да купи мъж, когото среща в магазина за играчки. Човекът, когото избра, се оказа журналист във вестника на баща му. Постепенно с помощта на своята „играчка“ момчето успява да докаже грешните дела на баща си, като ги разобличи във вестника, издаван от него и неговата „играчка“. По време на това пътуване момчето установява топли отношения с мъжа и отказва да остане повече с баща си. Посланието зад историята е, че любовта и уважението са по-важни от парите.

## В ролите
- Пиер Ришар – Франсоа Перен
- Мишел Буке – Пиер Рамбал-Коше
- Жак Франсоа – Блаенак
- Фабрис Греко – Ерик Рамбал-Коше
- Чарлз Джерард е фотограф
- Жерар Жюньо – Пине
- Мишел Санд – Никол

## Награди
През 1977 г. филмът е номиниран за престижната награда „Сезар“ в три категории: най-добър сценарий, най-добър пейзаж и най-добра фотография, но не получава нито една награда. Музиката от филма на композитора Владимир Косма добива популярност отделно от филма.

## Римейкове
През 1982 г. американският режисьор Ричард Донър заснема римейк на едноименния филм в САЩ. Той попадна в топ двадесет на най-успешните филми от 1982 г., но беше студено приет от критиците.
На 19 октомври 2022 г. във Франция се състои премиерата на филма, озаглавен „Новата играчка“ (на френски: Le Nouveau Jouet), режисиран от Джеймс Ют и с участието на Джамел Дебуз.